# Мюнцер, Оттилия
Оттилия Мюнцер (урожденная Оттилия фон Герзен; до 1505 — после 1525 г.) — немецкая монахиня, отрекшаяся от монашества, чтобы стать женой реформатора Томаса Мюнцера.

## Жизнь
О родителях Оттилии ничего не известно, но, вероятно, она происходила из благородного рода Гёршен. Впервые Оттилия упоминается как послушница в цистерцианском монастыре Бойдиц недалеко от Вайсенфельса. Неизвестно, встречалась ли она с Томасом Мюнцером, когда он был духовником сестёр-цистерцианок в Бойдице с конца 1519 года по апрель 1520 года. Впоследствии она была монахиней цистерцианского монастыря Святого Георгена в Глаухе недалеко от Галле (Заале), где она могла снова увидеть Мюнцера, который работал там проповедником и капелланом с 1522 по март 1523 года.
Неизвестно, была ли она одной из 16 монахинь, бежавших из доминиканского монастыря в Видерштедте весной 1523 года. В любом случае, вскоре после Пасхи 1523 г. она вышла замуж за Мюнцера, который только что был назначен пастором церкви Санкт-Йоханнес-Кирхе в Альштедте . Венчание предположительно совершил Симон Хафериц, друг Мюнцера, пастор церкви Вигберти в Альштедте. Первый год совместной жизни прошел относительно спокойно. Мюнцер проводил богослужения на немецком языке, владел печатным станком в Альштедте, и предполагается, что Оттилия поддерживала его в написании литургических текстов. 27 марта 1524 г. у них родился сын. В это время они взяли к себе обедневшего и овдовевшего отца Мюнстера, за которым Оттилия ухаживал до его смерти в 1524 году. Мать Мюнцера умерла в 1521 году.
Однако в течение года ситуация стала нестабильной: сторонники Мюнцера, объединившиеся в так называемый «Альштедтский союз», сожгли паломническую часовню Святой Марии при монастыре Науэндорф в Маллербахе. В ходе последующего расследования Иоганна, брата саксонского курфюрста Фридриха. выяснилось, что курфюрст, покровитель пастората Альштедт, ещё не дал согласия на назначение Мюнцера. Поэтому 13 мая 1524 г. в часовне дворца Альштедт состоялась знаменитая «Проповедь князя», которая вскоре была напечатана и разослана в разные города, но не нашла поддержки ни у князей, ни у Лютера. В ночь с 7 на 8 августа Мюнцеру пришлось бежать из Альштедта, при этом он оставил горожанам на попечение Оттилию и своего новорожденного сына.
По-видимому, Оттилия играла не последнюю роль в деятельности «Союза», который был распущен по требованию князя. В одном из современных фильмов представлен эпизод (полностью вымышленный), в котором Оттилия сшила первый радужный флаг для повстанцев, который позже лёг в основу знамени с крестьянским башмаком. Изначально Оттилия, кажется, осталась в Альштедте. Только в феврале 1525 года она снова встретила своего мужа в Мюльхаузене. Восстание было в самом разгаре, патрицианский городской совет был заменен «Вечным советом» восставших горожан и крестьян, Мюнцер был приходским священником церкви Святой Марии, а семья с Оттилией, которая в это время снова была беременна, жила в доме Тевтонского ордена напротив церкви Святой Марии. Сообщается, что Оттилия была ненадолго заключена в тюрьму как подстрекатель после того, как в Мюльверштедте была сорвана церковная служба.
Совместная жизнь с Мюнцером оказалась короткой и закончилась поражением сторонников Мюнцера в битве при Франкенхаузене 15 мая 1525 года, когда они были разбиты армией рыцарей. Сам Мюнцер сначала бежал, но затем был пойман, подвергнут пыткам и 27 мая обезглавлен. Перед этим он обратился к гражданам Мюльхаузена с просьбой передать его наследство, особенно книги и корреспонденцию, жене и сыну. Запрос, похоже, не был удовлетворен. В августе 1525 года Оттилия обратилась с ходатайством по этому поводу к герцогу Георгу Бородатому.
В дополнение к её бедам, Оттилия, очевидно, была изнасилована в мае 1525 года ландскнехтом князя, и даже Лютер, который с презрением относился к мятежникам, выразил свое отвращение в своем «Письме из трудной книги против крестьян»:

Когда я услышал, что в Мюльхаузене, под властью великого Ханзена, некто приказал бедной жене Томаса Мюнцера, ныне вдове и беременной, подойти к нему, упал перед ней на колени и сказал: Дорогая женщина, позволь мне тобой (...) О, рыцарский, благородный поступок, совершенный по отношению к несчастной, брошенной, беременной женщине; да уж, это смелый герой, достойный троих рыцарей.
После смерти Мюнцера Оттилия осталась совершенно беззащитной, но при этом власти продолжали следить за ней. В указании своим советникам о встрече в Мюльхаузене в начале сентября 1525 года герцог Георг приказал, чтобы за ними и впредь внимательно наблюдали. Он также потребовал, чтобы ему немедленно сообщили, если у неё родится ребёнок.
Возможно, впоследствии она осталась у родственников в Нордхаузене или Эрфурте. Никакой другой информации о судьбе её или её детей нет.

## В искусстве
Оттилия Мюнцер изображена как жена Мюнцера в нескольких биографических фильмах о Мюнцере:
- История Центральной Германии: Томас Мюнцер — Der Satan von Allstedt. Телевизионный документальный фильм, Германия, 2010, в исполнении Аннетт Краузе
- Я, Томас Мюнцер, серп божий . Телевизионный фильм, ГДР, 1989 г., играет Клаудиа Михельсен.
- Томас Мюнцер — фильм о немецкой истории . Художественный фильм, ГДР, 1956, играла Маргарет Тодте
- Между раем и адом, телефильм, Германия, 2017, играет Айлин Тезель

Судьба Оттилии Мюнцер описана в историческом романе Юлианы Бобровски: « Оттилия Мюнцер» . Роман. Берлинский союз-Verlag 1989, ISBN 3-372-00272-5 .

## литература
- Rudolf Herrmann: Amtsbrüder und Nachfolger Thomas Müntzers in der Stadt Allstedt. In: «Laudate Dominum»: Achtzehn Beiträge zur thüringischen Kirchengeschichte. Festgabe zum 70. Geburtstag von Landesbischof D. Ingo Braecklein. Thüringer kirchliche Studien Bd. 3, Berlin 1976, S. 137—144
- Herbert von Hintzenstern: Thomas Müntzer in Allstedt. In: «Laudate Dominum»: Achtzehn Beiträge zur thüringischen Kirchengeschichte. Festgabe zum 70. Geburtstag von Landesbischof D. Ingo Braecklein. Thüringer kirchliche Studien Bd. 3, Berlin 1976, S. 129—135, PDF
- Inge Mager: Historische Wiederbelebung: Theologen-Ehefrauen als «Gehilfinnen» der Reformation. Referat, gehalten anlässlich der Semesterauftaktveranstaltung beim Kontaktstudium für ältere Erwachsene am 7. April 1999, PDF.
- Friedrich Winterhager: Ottilie von Gersen, die Ehefrau Thomas Müntzers. In: Christ und Sozialist / Christin u. Sozialistin CuS, 67. Jhg. (2014), Heft 1, S. 28-36, Teil II. In: Christ und Sozialist … CuS, 67. Jhg. (2014), Heft 2/3, S. 43-51, Teil III. In: Christ und Sozialist … CuS, 67. Jhg. (2014), Heft 4, S. 43-47
- Friedrich Winterhager: Ottilie Müntzer, geb. von Gersen — eine Aristokratin an der Seite Thomas Müntzers. In: Landkreis Mansfeld-Südharz u. Landeszentrale für politische Bildung des Landes Sachsen-Anhalt (Hrsg.): Thomas Müntzer. Keine Randbemerkung der Geschichte. Wettin-Löbejün 2017, S. 235—247